# ブラックライトニング (The CWのテレビシリーズ)
『ブラックライトニング』（原題：BLACK LIGHTNING）は、2018年1月16日にThe CWで放送が始まり、2021年5月24日まで計4シーズンが放送された、DCコミックスの「ブラックライトニング」に基づくアメリカ合衆国の実写テレビシリーズ。当初は独立した世界観であったが、シーズン3よりシェアード・ユニバース「アローバース」に組み込まれた。
本作の完結後も、登場人物は世界観を同じくするアローバースの他の作品にしばしば登場している。

## 沿革
2018年1月16日
　The CWでシーズン1の放送が始まった。
2018年1月23日
　日本にてNetflixで配信が始まった。
2018年4月17日
　The CWでシーズン1 最終話（第13話）が放送された。
2018年10月8日～2019年3月18日
　The CWでシーズン2 全16話が放送された。
2019年10月7日～2020年3月9日
　The CWでシーズン3 全16話が放送された。
2021年2月8日～2021年5月24日
　The CWでシーズン4 全13話が放送され、完結した。

## 出演者
○＝メイン、◇＝リカーリング、ゲスト＝△
| 出演者                                  | 役名                     | 出演したシーズン | 出演したシーズン | 出演したシーズン | 出演したシーズン | 日本語吹替 |
| 出演者                                  | 役名                     | 1                | 2                | 3                | 4                | 日本語吹替 |
| --------------------------------------- | ------------------------ | ---------------- | ---------------- | ---------------- | ---------------- | ---------- |
| クレス・ウィリアムズ                    | ジェファーソン・ピアース | ○                | ○                | ○                | ○                | 乃村健次   |
| ナフェッサ・ウィリアムズ                | アニッサ・ピアース       | ○                | ○                | ○                | ○                | 吉田麻実   |
| チャイナ・アン・マクレーン              | ジェニファー・ピアース   | ○                | ○                | ○                | ○                | 槙乃萌美   |
| クリスティーン・アダムス                | リン・スチュワート       | ○                | ○                | ○                | ○                | 藤貴子     |
| ジェームズ・レマー                      | ピーター・ギャンビ       | ○                | ○                | ○                | ○                | 中根徹     |
| マーヴィン・“クロンドン”・ジョーンズ3世 | トビアス・ホエール       | ○                | ○                | ○                | ○                | 間宮康弘   |
| ジョーダン・キャロウェイ                | カリル・ペイン           | ◇                | ○                | ○                | ○                | 白石兼斗   |